# 派斯特

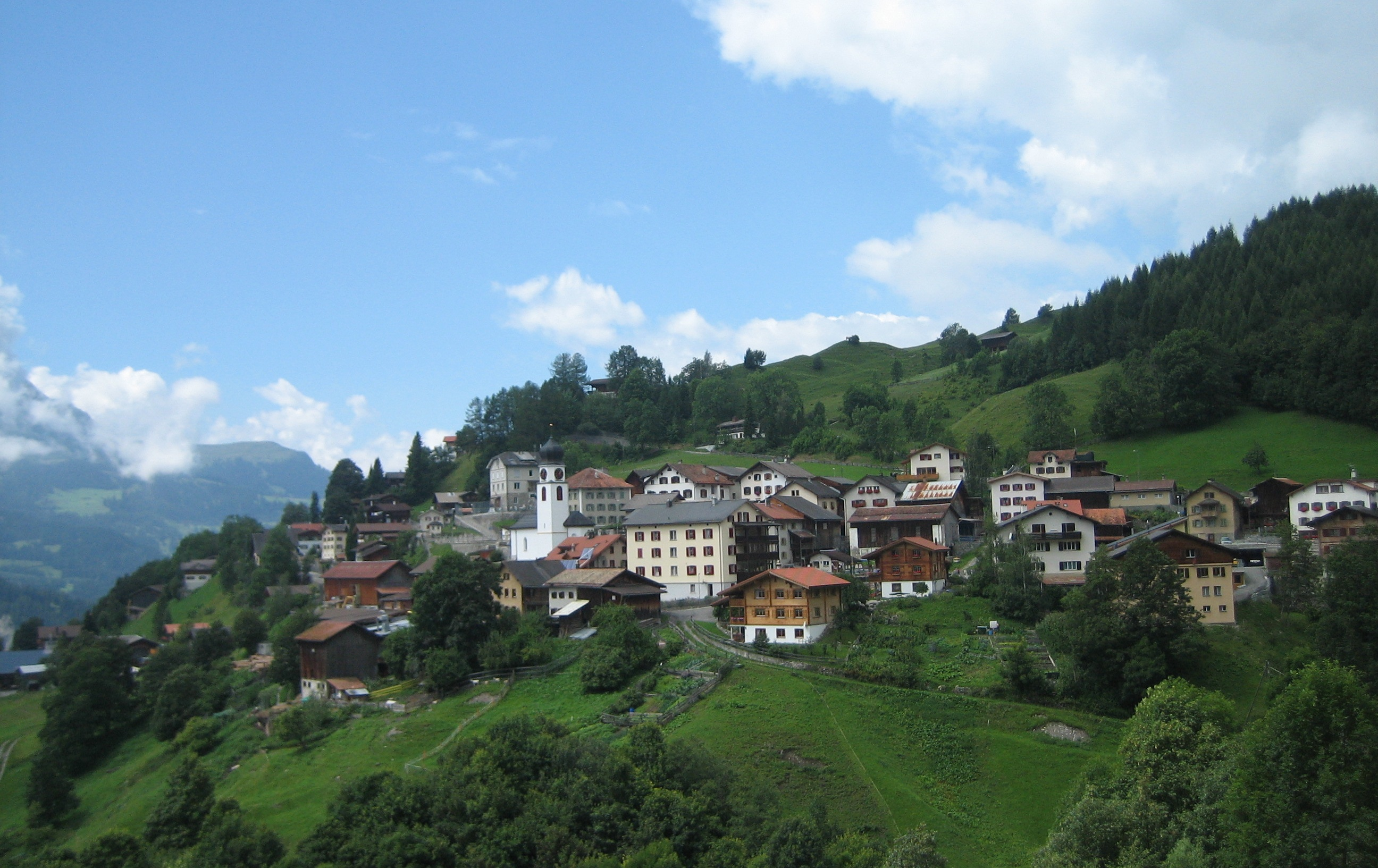

派斯特是瑞士的城鎮，位於該國東部，由格勞賓登州負責管轄，距離庫爾11公里，面積7.93平方公里，海拔高度1,340米，2010年人口209，人口密度每平方公里26人。